# Simon Wæver
Simon Sylvest Wæver (født 21. januar 1996 i Holte) er en dansk professionel fodboldspiller, der spiller for Sønderjyske Fodbold som højre back.

## Karriere
Han startede sin karriere som ungdomsspiller i Lyngby Boldklub før han tog videre til FC Rudersdal. Herefter gik turen til USA hvor han har spillet collegefodbold hos Purple Aces og Indiana Hoosier. I collegefodbold scorede han to mål og lavede 15 oplæg i 40 kampe.
I januar 2020 blev han draftet af MLS-klubben Toronto FC. Han blev valgt i anden runde som nummer 51. . I 2020 blev han hentet hjem til Danmark til til B.93 i 2. division. Her spillede han 86 kampe, scorede 10 mål og lavede 12 oplæg inden han i marts 2023 skrev under med Sønderjyske Fodbold i 1. division, gældende fra sommeren 2023. Inden skiftet til Sønderjyske Fodbold blev effektueret, hjalp han B.93 med oprykning fra 2. division til 1. division.
Han fik sin debut for Sønderjyske Fodbold den 21. juli 2023 i en udekamp mod Vendsyssel FF og spillede samtlige 90 minutter. Han scorede sit første mål for Sønderjyske Fodbold den 12. august 2023 i en hjemmesejr på 5-0 over AC Horsens og blev hurtigt fast mand i startopstillingen. Den 15. september 2023 blev han skadet i anklen i en 1-1 kamp på hjemmebane mod AaB. En skade som holdt ham ude i mere end halvandet år. I mellemtiden kunne han se sine holdkammerater hjælpe Sønderjyske Fodbold med at rykke op i Superligaen i maj 2024.